# 勃堇
勃堇（女真語： /bə(g)i-in/），有時也譯作「孛堇」、「勃極烈」，女真语中“长官”的意思，是女真金國的部落首領，也即明代女真以及清朝時期的「貝勒」。
孛堇這個名稱是很早就有。《三朝北盟会编》卷18引《神麓记》：金獻祖完顏綏可「由是邻近，每有不平，皆诣所请，遂号『孛堇』，臣伏契丹。」《金史》記載：「皇五代祖孛堇。」
女真建國時期，是實行民即兵的義務役役制。孛堇平時作為文官管理部落政事，戰時作為軍隊裏的軍官行軍打仗。金国的萬夫長稱「忒母勃堇」、千夫長稱「猛安勃堇」、百夫長稱「謀克勃堇」、五十夫長稱「蒲輦勃堇」。